# Jessica-Rose Clark
Jessica-Rose Clark (Cairns, Australia; 28 de noviembre de 1987) es una artista marcial mixta australiana que compitió en la división femenina de peso gallo de Ultimate Fighting Championship (UFC).

## Primeros años
Clark nació en Cairns, Australia, como la mayor de nueve hijos. Su madre soltera y enferma se hizo cargo de los niños mientras vivía en la carretera en una furgoneta y en comunidades. Jessica-Rose asistió por primera vez a una escuela normal en quinto curso, cuando la familia se instaló en el norte de Queensland. Fue a la universidad después de terminar el instituto, pero abandonó los estudios durante el primer semestre. Tras abandonar los estudios, descubrió el kick boxing y poco a poco empezó a entrenar artes marciales mixtas.

## Carrera de artes marciales mixtas

### Carrera temprana
Clark hizo su debut profesional en MMA en diciembre de 2012 en su Australia natal. Ella luchó seis veces en los próximos dos años para varias promociones regionales, acumulando un récord de 5 victorias y 1 derrota.

### Invicta FC
Tras tomarse casi un año de descanso del deporte, Clark debutó con Invicta FC en julio de 2015. Se enfrentó a Pannie Kianzad en Invicta FC 13: Cyborg vs. Van Duin y perdió el combate por decisión unánime.
Clark regresó a la promoción en noviembre de 2016 para enfrentarse a Pam Sorenson en Invicta FC 20: Evinger vs. Kunitskaya. Perdió el combate por decisión dividida.
Clark estaba programada para enfrentarse a Vanessa Porto en Invicta FC 26 en diciembre de 2017; sin embargo, fue eliminada de la tarjeta cuando la UFC la incluyó como sustituta.

### Ultimate Fighting Championship
Clark debutó en la UFC contra Bec Rawlings en un combate de peso mosca, sustituyendo a Joanne Calderwood en UFC Fight Night: Werdum vs. Tybura el 19 de noviembre de 2017. En el pesaje, Clark pesó 128 libras, 2 libras por encima del límite de peso mosca de 126 libras. El combate se celebró con un peso acordado y Clark perdió el 20% de su bolsa a favor de Rawlings. Clark ganó el combate por decisión dividida.
Clark se enfrentó a Paige VanZant el 14 de enero de 2018 en UFC Fight Night: Stephens vs. Choi. Ganó el combate por decisión unánime.
Clark se enfrentó a Jessica Eye el 23 de junio de 2018 en UFC Fight Night: Cowboy vs. Edwards. Perdió el combate por decisión unánime.
Se esperaba que Clark se enfrentara a Andrea Lee el 15 de diciembre de 2018 en UFC on Fox: Lee vs. Iaquinta 2. Sin embargo, Clark se vio obligada a abandonar el combate, ya que fue hospitalizada por problemas de corte de peso y los médicos de la UFC la consideraron no apta para competir. Como resultado, el combate fue cancelado.
Clark tenía previsto enfrentarse a Talita Bernardo el 11 de mayo de 2019 en UFC 237. Sin embargo, el 3 de abril de 2019 se informó de que Clark se había retirado del combate, alegando una lesión.
Clark se enfrentó a Pannie Kianzad el 9 de noviembre de 2019 en UFC Fight Night: Magomedsharipov vs. Kattar. Perdió el combate por decisión unánime.
Clark se enfrentó a Sarah Alpar el 19 de septiembre de 2020 en UFC Fight Night: Covington vs. Woodley. Ganó el combate por nocaut técnico en el tercer asalto. En el combate se rompió el ligamento cruzado anterior, lo que le impedirá luchar hasta mediados de 2021.
Tras recuperarse de la operación, Clark se enfrentó a Joselyne Edwards en UFC Fight Night: Costa vs. Vettori el 23 de octubre de 2021. Ganó el combate por decisión unánime.

## Récord en artes marciales mixtas
| Resultado     | Récord   | Oponente          | Método                                 | Evento                                      | Fecha                    | Ronda | Tiempo | Localización            | Notas                                                                    |
| ------------- | -------- | ----------------- | -------------------------------------- | ------------------------------------------- | ------------------------ | ----- | ------ | ----------------------- | ------------------------------------------------------------------------ |
| Derrota       | 11-7 (1) | Stephanie Egger   | Sumisión (barra de brazo)              | UFC Fight Night: Walker vs. Hill            | 19 de febrero de 2022    | 1     | 3:44   | Las Vegas, Nevada       |                                                                          |
| Victoria      | 11-6 (1) | Joselyne Edwards  | Decisión (unánime)                     | UFC Fight Night: Costa vs. Vettori          | 23 de octubre de 2021    | 3     | 5:00   | Las Vegas, Nevada       |                                                                          |
| Victoria      | 10-6 (1) | Sarah Alpar       | TKO (puñetazo y rodillazo)             | UFC Fight Night: Covington vs. Woodley      | 19 de septiembre de 2020 | 3     | 4:21   | Las Vegas, Nevada       |                                                                          |
| Derrota       | 9-6 (1)  | Pannie Kianzad    | Decisión (unánime)                     | UFC Fight Night: Magomedsharipov vs. Kattar | 9 de noviembre de 2019   | 3     | 5:00   | Moscú                   | Regreso al peso gallo.                                                   |
| Derrota       | 9-5 (1)  | Jessica Eye       | Decisión (unánime)                     | UFC Fight Night: Cowboy vs. Edwards         | 23 de junio de 2018      | 3     | 5:00   | Kallang                 |                                                                          |
| Victoria      | 9-4 (1)  | Paige VanZant     | Decisión (unánime)                     | UFC Fight Night: Stephens vs. Choi          | 14 de enero de 2018      | 3     | 5:00   | San Luis, Misuri        |                                                                          |
| Victoria      | 8-4 (1)  | Bec Rawlings      | Decisión (dividida)                    | UFC Fight Night: Werdum vs. Tybura          | 19 de noviembre de 2017  | 3     | 5:00   | Sídney                  | Vuelve al peso mosca; Clark no ha podido hacer el peso (128 libras).     |
| Victoria      | 7-4 (1)  | Carina Damm       | Decisión (dividida)                    | Titan FC 45: Araujo vs. Capitulino          | 18 de agosto de 2017     | 3     | 5:00   | Pembroke Pines, Florida |                                                                          |
| Derrota       | 6-4 (1)  | Sarah Kaufman     | Decisión (unánime)                     | Battlefield Fighting Championships          | 18 de marzo de 2017      | 3     | 5:00   | Seúl                    |                                                                          |
| Derrota       | 6-3 (1)  | Pam Sorenson      | Decisión (dividida)                    | Invicta FC 20: Evinger vs. Kunitskaya       | 18 de noviembre de 2016  | 3     | 5:00   | Kansas City, Misuri     |                                                                          |
| Victoria      | 6-2 (1)  | Janay Harding     | Decisión (unánime)                     | Eternal MMA 19                              | 30 de julio de 2016      | 3     | 5:00   | Gold Coast              | Regreso al peso gallo.                                                   |
| Sin resultado | 5-2 (1)  | Emiko Raika       | Sin resultado                          | TTF Challenge 05                            | 23 de septiembre de 2015 | 3     | 5:00   | Tokio                   | Debut en el peso mosca; anulado por falta de peso de Clark (131 libras). |
| Derrota       | 5-2      | Pannie Kianzad    | Decisión (unánime)                     | Invicta FC 13: Cyborg vs. Van Duin          | 9 de julio de 2015       | 3     | 5:00   | Las Vegas, Nevada       |                                                                          |
| Victoria      | 5-1      | Rhiannon Thompson | Decisión (unánime)                     | Roshambo MMA 3                              | 26 de julio de 2014      | 5     | 5:00   | Chandler                | Ganó el Campeonato de Peso Gallo de Roshambo MMA.                        |
| Victoria      | 4-1      | Kate Da Silva     | TKO (puñetazos)                        | XFC Australia 21                            | 14 de junio de 2014      | 2     | 4:07   | Brisbane                | Ganó el Campeonato de Peso Gallo de la XFC Australia.                    |
| Victoria      | 3-1      | Zoie Shreiweis    | Sumisión (estrangulamiento por detrás) | Unarmed Combat Unleashed 2                  | 8 de febrero de 2014     | 1     | 1:33   | Emerald                 |                                                                          |
| Derrota       | 2-1      | Kyra Purcell      | Decisión (unánime)                     | Fightworld Cup 16                           | 16 de noviembre de 2013  | 3     | 5:00   | Nerang                  | Debut en el peso gallo. Por el Campeonato de Peso Gallo de la FWC.       |
| Victoria      | 2-0      | Arlene Blencowe   | Sumisión (estrangulamiento por detrás) | Nitro MMA 9                                 | 13 de julio de 2013      | 2     | 3:38   | Logan City              |                                                                          |
| Victoria      | 1-0      | Mae-Lin Leow      | TKO (puñetazos)                        | Brace for War MMA 18                        | 21 de diciembre de 2012  | 3     | 2:17   | Canberra                | Debut en el peso pluma.                                                  |